# Lars Larsson i Bredsjö
Lars Larsson (i riksdagen kallad Larsson i Bredsjö), född 13 april 1842 i Nordmark, död 12 mars 1922 i Stockholm, var en svensk bruksdisponent och politiker (konservativ). Larsson var riksdagsledamot i första kammaren 1908–1909 för Örebro läns valkrets. I riksdagen tillhörde han Första kammarens protektionistiska parti.